# Veyretia
Veyretia là một chi thực vật có hoa trong họ Lan.